# Pozdeň
Pozdeň (en allemand : Posden) est une commune du district de Kladno, dans la région de Bohême-Centrale, en Tchéquie. Sa population s'élevait à 471 habitants en 2020.

## Géographie
| - OpenStreetMap Limite communale. |

Pozdeň se trouve à 11 km à l'ouest de Slaný, à 17 km au nord-ouest de Kladno et à 40 km au nord-ouest de Prague.
La commune est limitée par Bílichov, Líský, Hořešovice et Třebíz au nord, par Plchov à l'est, par Jedomělice et Mšec au sud, et par Srbeč et Milý à l'ouest.

## Histoire
La première mention écrite de la localité date de 1321.

## Administration
La commune se compose de deux quartiers :
- Hřešice
- Pozdeň